# Endwell (New York)
Endwell est une census-designated place du comté de Broome, dans l'État de New York, aux États-Unis,. En 2020, elle compte une population de 11 762 habitants.